# Stuart Hamblen

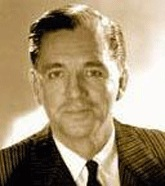
Stuart Hamblen

Stuart Hamblen (ur. 20 października 1908, zm. 8 marca 1989) – był jednym z pierwszych „śpiewających kowbojów” w radiu 1926, później zaczął komponować chrześcijańskie utwory, był zaangażowany w ruchu na rzecz trzeźwości.
W latach 1931–1952 Hamblen uczestniczył w wielu programach radiowych, cieszących się wielką popularnością na Zachodnim Wybrzeżu. Komponował utworzy muzyczne, grał w filmach u boku takich aktorów, jak Gene Autry, Roy Rogers oraz John Wayne. Często nadużywał alkoholu i w związku z tym nieraz trafiał do aresztu.
W 1949 przeżył osobiste nawrócenie podczas krucjaty Billy’ego Grahama w Los Angeles. Według relacji Hambelana z przebiegu tego wydarzenia, Graham miał powiedzieć w kazaniu: „There is a person here tonight who is a phoney”. Hamblen, gdy to usłyszał natychmiast wybiegł oburzony z namiotu, wszedł do jednego baru z zamiarem upicia się, następnie do drugiego, ale nigdzie nie był w stanie tego zrobić. Wrócił do domu, lecz wszędzie dręczył go niepokój. O 2.00 w nocy zbudził żonę, by się o niego modliła. Po tej krucjacie skomponował utwór „It is no secret what God can do”, który stał się przebojem i został wykonany przez Elvisa Presleya. Według Hamblena, skomponował ten utwór po sugestii Johna Wayne’a. Skomponował też This Ole House, spopularyzowaną przez Rosemary Clooney i Open up Your Heart (and Let the Sunshine in).
Zaangażował się w ruchu na rzecz trzeźwości. W 1952 roku uczestniczył w wyborach prezydenckich z ramienia Prohibition Party i uzyskał 73,412 głosów.
Jego gwiazda została umieszczona na Hollywood Walk of Fame.